# Schweizerisch-surinamische Beziehungen
Diplomatische schweizerisch-surinamische Beziehungen bestehen seit 1979. Die Schweizer Botschaft in Caracas, Venezuela, vertritt die Schweizer Interessen in Suriname, die surinamischen Interessen in der Schweiz werden von der Botschaft Surinams in Belgien wahrgenommen.

## Wirtschaftliche Beziehungen
Ein Schweizer Söldner im 18. Jahrhundert, der in Guayana geflüchtete Sklaven einfing, war der aus Bussigny stammende Oberst Louis-Henri Fourgeoud. Ein weiterer früher Kontakt der Schweiz mit Surinam (damals Niederländisch-Guayana) bestand durch den in der Schweiz wirtschaftlich gescheiterten Waadtländer Marc Warnery, der in der Kolonie zum Verwalter mehrerer Zuckerrohr-Landgüter aufstieg. Die eingesetzten Arbeitskräfte waren fast ausschliesslich Sklaven. Warnery liess Sklaven bei seiner Meinung nach ungenügender Arbeitsleistung auspeitschen, verhielt sich ihnen gegenüber aber auch paternalistisch. Der Neuenburger Henri Berthoud betrieb in der Kolonie Kaffeeplantagen. Auch er war ein Sklavenhalter.
Im Jahr 2017 importierte die Schweiz Güter im Wert von etwas über 1 Milliarde Franken aus Suriname, vor allem Edelsteine und Edelmetalle. Die Exporte nach Suriname beliefen sich auf 2,6 Millionen Franken und betrafen hauptsächlich Chemikalien und verwandte Erzeugnisse sowie Maschinen.

### Zeitdokumente
- Marc Warnery: Seul au milieu de 128 nègres. Un planteur vaudois en Guyane hollandaise au temps de l’esclavage. Lettres à ses parents, 1823–1835. Editions d’en bas, Lausanne 2008.